# Larry Bishop
Larry Bishop (Filadelfia, 30 novembre 1948) è un attore e regista statunitense.

## Biografia
È figlio dell'attore e comico Joey Bishop ed è padre di due figli.
Ha iniziato la sua carriera al finire degli anni sessanta fino agli inizi degli anni ottanta. Tornò a recitare verso gli anni novanta.
È noto anche per film d'azione come Kill Bill: Volume 2 (2004).

## Filmografia parziale

### Attore
- Quattordici o guerra (Wild in the Streets), regia di Barry Shear (1968)
- L'angelo scatenato (Angel Unchained), regia di Lee Madden (1970)
- Shanks, regia di William Castle (1974)
- C.H.O.M.P.S, regia di Don Chaffey (1979)
- La stangata II (The Sting II), regia di Jeremy Kagan (1983)
- Underworld - Vendetta sotterranea (Underworld), regia di Roger Christian (1996)
- Il tempo dei cani pazzi (Mad Dog Time), regia di Larry Bishop (1996)
- Kill Bill: Volume 2, regia di Quentin Tarantino (2004)
- Hell Ride, regia di Larry Bishop (2008)

### Regista
- Il tempo dei cani pazzi (Mad Dog Time) (1996)
- Hell Ride (2008)